# Сиріл Коллар
Си́ріл Колла́р (фр. Cyril Collard; *19 грудня, 1957, Париж, Франція — *5 березня, 1993, Париж, Франція) — французький кінорежисер, актор, письменник, музикант.

## Біографія
Син інженера і моделі, провів цілком благополучне дитинство. Закінчив ліцей Гоша у Версалі. Почав вчитися на інженера в Institut industriel du Nord в Ліллі, але мріяв знімати кіно і у 1979 році покинув навчання. Писав нонконформістські вірші і прозу, відмічені гомосексуальними мотивами в дусі Жана Жене.
Створив з друзями рок-групу CYR. Працював асистентом у Рене Алліо і Моріса Піала, знявся у Піала у фільмі «За наших коханих».
У 1988 разом з хореографом Анжеленом Прельжокаж зняв короткометражний фільм «Паркетчики», навіяний однойменним полотном Гюстава Кайботта.
у 1992 році подією став його фільм «Дикі ночі», знятий за власним однойменним романом. Не дожив кількох днів до присудження картині кількох премій Сезар.

## Фільмографія
- 1982 — «Велика вісімка» / фр. Grand huit (короткометражний фільм, сценарій і постановка)
- 1983 — «За наших коханих» / фр. À nos amours (роль; реж. Моріс Піала)
- 1986 — «Біле місто Алжир» / фр. Alger la blanche (сценарій і постановка — у співавторстві; премія Мельєса, дві премії на Європейському фестивалі короткометражних фільмів у Клермон-Феррані, номінація на премію Сезар за найкращий короткометражний фільм)
- 1987 — Включений до списку вночі / фр. Coté Nuit (роль у короткометражному фільмі режисера Жана Батіста Хюбера)
- 1988 — «Паркетчики» / фр. Les Raboteurs (короткометражний фільм; сценарій і постановка — у співавторстві з Анжеленом Прельжокаж)
- 1990 — «Ліонець»/ фр. Le Lyonnais (телесеріал для програми Антенн-2, сценарій і постановка)
- 1992 — Дикі ночі / фр. Les Nuits fauves (сценарій, постановка, головна роль; премія Сезар за найкращий фільм і найкращий перший фільм, номінації на премії за режисуру і за найкращий сценарій; премія ФІПРЕССІ, премія глядацьких симпатій, Велика премія журі за найкращий конкурсний фільм на МКФ молодого кіно в Турині)

## Визнання
| Рік                                                                  | Категорія                                    | Фільм              | Результат |
| -------------------------------------------------------------------- | -------------------------------------------- | ------------------ | --------- |
| Міжнародний кінофестиваль короткометражних фільмів у Клермон-Феррані |                                              |                    |           |
| 1986                                                                 | Приз глядацьких симпатій                     | «Біле місто Алжир» | Перемога  |
| 1986                                                                 | Приз Canal+                                  | «Біле місто Алжир» | Перемога  |
| Французький синдикат кінокритиків                                    |                                              |                    |           |
| 1987                                                                 | Найкращий французький короткометражний фільм | «Біле місто Алжир» | Перемога  |
| Міжнародний кінофестиваль молодого кіно у Турині                     |                                              |                    |           |
| 1992                                                                 | Приз молодіжного журі                        | Дикі ночі          | Перемога  |
| 1992                                                                 | Приз ФІПРЕССІ                                | Дикі ночі          | Перемога  |
| 1992                                                                 | Приз глядацьких симпатій                     | Дикі ночі          | Перемога  |
| Премія «Сезар»                                                       |                                              |                    |           |
| 1987                                                                 | Найкращий короткометражний фільм             | «Біле місто Алжир» | Номінація |
| 1993                                                                 | Найкращий фільм                              | Дикі ночі          | Перемога  |
| 1993                                                                 | Найкращий дебютний фільм                     | Дикі ночі          | Перемога  |
| 1993                                                                 | Найкраща режисерська робота                  | Сиріл Коллар       | Номінація |

## Книги
- Приречена любов (фр. Condamné Amour, Flammarion, Paris, 1987) (роман, перевид. 1993)
- Дикі ночі (фр. Les Nuits fauves, Flammarion, Paris, 1989) (роман, перевид. 1991)
- Дикий Ангел, нотатки (фр. L'Ange sauvage, carnets, Flammarion, Paris, 1993) (нотатки, посмертно)
- Тварина (фр. L'Animal, Flammarion, Paris, 1994) (вірші, посмертно)